# Gigwise
Gigwise — це британський Інтернет-музичний новинний сайт, на якому представлені музичні новини, фотографії, огляди альбомів, музичні фестивалі, квитки на концерти та відеоконтент.  Заснований у червні 2001 року,  сайт базується в Лондоні, Англія . 

## Історія
Сайт був створений 2001 року в Ліверпулі як сайт для афіш концертів. З часом сайт перетворився на сайт музичних новин, що містить огляди та інтерв'ю за своїм змістом. У 2006 році сайт перемістив свій головний офіс у Лондон. Це був 20-ий найпопулярніший вебсайт музичних новин у Великій Британії в грудні 2010 року, що перевищує NME. COM у звітах comScore .  

### Редактори
- Енді День (2002–05)
- Скотт Колотан (2005–09)
- Джейсон Грегорі (2009–11)
- Майкл Баггс (2011–14) [5]
- Енді Морріс (2014–15) [6]
- Кай Трефор (2015–19) [7]
- Шеннон Коттон (2019–)

## Партнерства
На сайті відбувся конкурс розіграшу квитків від гурту Indie Idle для фестивалю Camden Crawl у 2007, 2008 та 2009 роках. У 2009 році Gigwise також запустив фестиваль " King of the Mountain", який не підписався " Snowbombing ". Група-переможець I Am Austin виграла 2000 євро та заголовок на фестивалі. У квітні 2011 року Gigwise запустила щомісячну клубну ніч у XOYO, коли Young Knives грав у альбомі. Gigwise також мав свою власну арену в червні 2011 напиватися в парку в Лондоні.  Дії, що з'явилися на сцені Гіґзвілла, були Елле, Діти, Дарвін Діз, Бебесхавдо та Альпіна . У травні 2011 року Ліверпуль Саунд-Сіті також влаштував сцену Gigwise в Академії O2 Ліверпуль разом із шотландськими рокерами The Head headline. У 2010 році Viagogo став партнером з продажу квитків Gigwise разом з Popdash.com та Taletela.com.

## Перепроектування та відновлення
У 2011 році внутрішні дизайнери та розробники Giant Digital розпочали редизайн Gigwise з метою створити візуально спрощений зовнішній вигляд.  Сайт переглянув свою зручність для супроводу нового покоління користувачів. Вебдизайнер Майкл Пумо в «Відділенні» розповів Music Week, що новий дизайн є «сміливим, невибагливим та прямим» та що поліпшення підвищить зручність використання на сенсорних пристроях, таких як Apple iPad Apple.

## Giant Digital Ltd
Gigwise - один з шести сестринських сайтів, які також були запущені як частина мережі Giant Digital; Інші сайти включають Entertainmentwise, Popdash, Taletele, Tellygossip, а в 2011 році Мувез з Алексом Уайнхаус, братом Емі Уайнхаус, виконуючи обов'язки головного редактора. Gigwise приймала «найкраща пісня» нагороду на BT Digital Music Awards в Camden Roundhouse, де переможець був Jessie J «s" цінник "з Бо Б.  У 2012 році Gigwise стала одним з двох єдиних медіа-партнерів для фестивалю Strummer Of Love, який проходив у Сомерсеті на допомогу покійному Джо Струммеру. Усі кошти вирушали на благодійну діяльність « Струммервілл», яка допомагає молодим людям у музиці, які зазвичай не отримують можливостей в музиці. 

## Номінація Music Music Awards 2013
Gigwise була номінована у категорії "Найкращий бренд музичних медіа" в преміях Тижня музики 2013 року. 